# Get happy or get out
Get happy or get out este un film românesc din 2013 regizat de Andreia Dobrotă.